# Woodland Prattlers
Woodland Prattlers (рус. Лесные шептуны) — второй студийный альбом российской группы Mechanical Poet, выпущенный в 2004 году на лейбле CD-Maximum.

## Об альбоме
Woodland Prattlers — полу-концептуальный альбом. Буклет к альбому выполнен в виде комикса, иллюстрирующего тексты песен. Комикс нарисован Лексом Плотниковым, гитаристом группы. Согласно этому комиксу, альбом представлен от имени «Механического поэта», некоего существа, которое собирает и записывает звуки волшебного леса.
Альбом получил положительные оценки в прессе, журнал Dark City оценил его на 5 звёзд из 5; сайт Heavy Music также дал высшую оценку. Журнал «Мир фантастики» много лет спустя назвал альбом «вершиной» творчества Mechanical Poet, которую поклонники помнят лучше всего, особенно отметив волшебную атмосферу в духе саундтреков Дэнни Эльфмана и работу Самосвата, «отыгрывавшего» роли различных сказочных персонажей.

## Список композиций[4]
| 1. Main Titles               | (01:39) | «Заставка» — оркестровый инструментал. |
| 2. Stormchild                | (04:20) | «Дитя грозы» — написана по мотивам повести Астрид Линдгрен «Рони, дочь разбойника». Песня друд, кружащих над башней в ночь рождения Рони.                                                       |
| 3. Bogie in a Coal-Hole      | (05:48) | «Призрак угольного погреба» рассказывает о привидении, в прошлом известном, но ныне забытом, чей чулан заброшен людьми. Сюжет песни близок к повести Оскара Уайлда «Кентервильское привидение». |
| 4. Sirens from the Underland | (04:00) | «Сирены подземной страны» написана по мотивам повести Астрид Линдгрен «Рони, дочь разбойника» — песня подземных жителей, увлекающих путника с верного пути и усыпляющих его.                    |
| 5. Will o' the Wisp          | (02:02) | «Блуждающие огни» — оркестровый инструментал. |
| 6. Strayed Moppet            | (03:43) | «Малютка заблудился» поётся от имени зомби, который вышел погулять ночью из могилы и заблудился. Приближающийся рассвет грозит ему гибелью.                                                     |
| 7. Old Year’s Merry Funeral  | (06:41) | «Весёлые похороны старого года» — Старый Год жалуется, что стал никому не нужен с приходом Нового.                                                                                              |
| 8. Natural Quaternion        | (11:10) | «Природный квартет» основана на концепции четырёх элементалей (сильфы, гномы, ундины, саламандры) в средневековой алхимии, каждому элементу посвящена часть песни.                              |
| 9. Shades on a Casement      | (03:39) | «Тени на подоконнике» повествует о тенях, которые пляшут и шепчутся в комнате после заката. |
| 10. Swamp-Stamp-Polka        | (02:56) | «Болотная полька с притопом» рассказывает о драке двух болотных троллей за блестящую монету. |
| 11. End Credits              | (03:59) | «Финальные титры» — оркестровый инструментал. |
| 12. Blurred Rainy Morning    | (02:26) | «Туманное дождливое утро» — оркестровый инструментал. |

## Участники записи
- Лекс Плотников — гитара, бас-гитара, клавишные.
- Том Токмаков — барабаны, бас-гитара, клавишные.
- Максим Самосват — вокал.

## Информация
- Музыка: Лекс Плотников и Том Токмаков.
- Лирика: Лекс Плотников.
- Аранжировка и хор: Максим Самосват.
- Оркестровки: Лекс Плотников.
- Семплы: Лекс Плотников и Том Токмаков.
- Звукоинженер: Том Токмаков.
- Мастеринг: Андрей Субботин в «Saturday Mastering».
- Художник и дизайнер альбома: Лекс Плотников (указан как Lee Nicholson)